# Nicola Granieri
Nicola Granieri (* 3. července 1921 – 28. prosince 2006 Turín, Itálie) byl italský sportovní šermíř, který kombinoval šerm fleretem a kordem. Itálii reprezentoval v šedesátých a sedmdesátých letech. Na olympijských hrách startoval v roce 1964, 1968 a 1972 v soutěži jednotlivců a družstev v šermu fleretem a v roce 1972 a 1976 v soutěži jednotlivců a družstev v šermu kordem. Na olympijských hrách výrazného umístění nedosáhl. V roce 1971 obsadil druhé místo v soutěži jednotlivců na mistrovství světa v šermu kordem. S italským družstvem kordistů vybojoval v roce 1975 na mistrovství světa třetí místo.